# 御藤静
御藤 静（みどう しずか、1970年2月6日 - ）は、日本の元AV女優。

## 略歴・人物
1988年「スーパードライアダルト 生唾ゴックン」でAVデビュー。「御堂」「後藤」「みとう」という誤表記も散見される。
異なるプロフィールがいくつかある。
- FANZAプロフィールでは、1970年2月6日生まれ、B:86・W:58・H:89としている[2]。
- 「あそび」のケース裏面のプロフィールでは、1969年12月6日生まれ、B:86・W:59・H:86としている[3]。
- 「少女時代」のケース裏面のプロフィールでは、1970年5月15日生まれ、B:86・W:58・H:88としている[1]。

趣味:ジャズダンス、サーフィン、ウィンドサーフィン、アメフト鑑賞。

## 作品

### アダルトビデオ
1988年
- スーパードライアダルト 生唾ゴックン（8月25日、アリーナ/シネマサプライ）※「御藤しずか」名義
- 抱きしめたい（9月5日、ホップビデオ）
- 女息（メイキ）（9月21日、パピヨン）
- いざない（9月23日、VIP）
- 牝花梨（10月15日、ロコ）
- ASOBI あそび（11月11日、VIP）
- 社交性動物（12月1日、フェニックスビデオ）
- 少女時代（12月15日、ファイブスター）
- ハート＆ハート（12月20日、笠倉出版社）※イメージビデオ
- 澱 狂熱性（12月30日、ビジュアルジャパン）
- シークレットラブ（AVL AL-20）
- 抱いてくれたらいいのに（リバティー・プランニング LP-09）
- ヘビィハードコア ナイト 3 前編（アリーナ）他出演:藤沙月
- ヘビィハードコア ナイト 3 後編（アリーナ）他出演:藤沙月
- 終楽章フィナーレ（希宝舎 CK-1083）
- 通淫太棒（ツインターボ）（エル ELB-014）
- あの日に帰りたい（ホップビデオ CX-010）
- 秋色の夢（せいふく舎 SE-29）
- エクスタシー 5 PART5（せいふく舎 SE-35）他出演:美穂由紀、堀河麻里、上原ゆかり、工藤響子
- ザ・ベスト・オブ発射スペシャル 3 （シネマサプライ/アリーナ CS-44）他出演:前原祐子・豊丸・鮎川真理 他全10名 ※「御藤しずか」名義
- セーラー さよならの意味（ニューヒーロー NH-05）※「御堂静」名義

1989年
- ナースメモリー 麗艶（1月1日、せいふく舎 SE-36）
- しなやかな18才（1月15日、現映社）
- 若妻の熱い壷 過剰性欲禁断症状（1月27日、VIP）
- 月刊ディザイアークラブ1月号（1月、シネマサプライ CS-52）他出演:関口梨香、番匠愛
- お願いだから（2月6日、コロナ社 L-8013）
- タッチ1（2月17日、ビジュアルジャパン）他出演:植田千珈、結城つかさ
- 戯れの刻印（2月23日、宇宙企画）
- 輝いて 18歳と5ヵ月の私（3月21日、大陸書房）
- FIN もう逢えないかもしれない（3月26日、ロコ）
- URECCO 5（3月31日、ファインアーツプロダクション）他出演:井上美樹、藤崎真奈、朝吹麻耶、杉本みゆき
- エンジェルハート（5月8日、FIVESTAR FV-8740）
- ALL OF ME（6月22日、大陸書房）
- オールスター夢の性宴（7月21日、VIP）他出演:梁川りお・御藤静・村上麗奈・中川えり子・星真琴 他
- ベスト・ヒット・フェニックス 5（8月10日、フェニックスビデオ PM-0091）他出演:美穂由紀、鮎川真理、広瀬未希、愛田ゆう子 全5名
- あぶない瞬間 禁断の指戯（9月22日、大陸書房）他出演:高橋めぐみ、広田今日子、井上美樹、叶順子、かがみ愛、水野夏子、尾崎歩美、葉山みどり、村上麗奈
- とまどいながら大人に（10月15日、笠倉出版社）
- 学園の三姉妹 御藤静・椎名このみ・梁川りお（10月27日、サクセス・ビデオ・コミュニティー）
- Dカップ COLLECTION 6（12月20日、笠倉出版社）他出演:東清美、鮎川真理
- エクスタシー 5 PART6（せいふく舎 SE-44）他出演:山本なつき・浅倉ケイ 他
- 秘宝館パート 7（パピヨン 	PS-20）他出演:藤田容子、岡本沙弥、林里菜
- 性人大艶会（エージーエー VIN-022）
- スーパー少女（ファイブスター FV-8729）他出演:村上麗奈、斎藤唯
- セクシーアイドル7 2（ファイブスター FV-8736）他出演:井上美樹・仲村梨沙・後藤えり子・鮎川真理・舞坂ゆい・冴島奈緒
- あぶないクラスメート7 2（ファイブスター FV-8744）他出演:永井陽子、愛田ゆう子、高原ルミ、栗原あさみ、小林あい、青木マリ
- アブナイ美女倶楽部 5（ファイブスター FV-8763）他出演:美保由紀・山本なつき 他
- 初体験講座道徳編（東京ソフト PH-21）
- 夢乳ムニュ 3（VCA VC-035）
- 御藤静スペシャル（パワースポーツ PS-103）
- ザ・ベスト・オブ発射スペシャル 4 （シネマサプライ/アリーナ CS-61）他出演:美穂由紀・仲村梨沙・沖田ゆかり 他全10名 ※「御藤しずか」名義

1990年
- Dカップの乙女たち 御藤静 中原絵美 本庄美樹 工藤ひとみ いとうしいな（1月12日、ファイブスター FV-8785）全5名
- からみ上手な4人組 エッチだよ! AVギャル全員集合（2月16日、コスミック・インターナショナル）他出演:八島かおる、宮崎まゆみ、香坂由加里
- 10コのデカパイ（3月5日、笠倉出版社）全5名
- ランジェリー大会濃縮20連発 小沢奈美・葉山レイコ・美穂由紀・御藤静 他 全10名（3月12日、ファイブスター FV-8792）
- あぶないマドンナ 7 名器いかす! 御藤静・東清美・立原友香（12月5日、コスミック出版）
- やさしく吸って（ルナ・エンタープライズ LUV-012）
- 欲望漂流（ルナ・エンタープライズ LUV-022）
- 狂淫菩薩 純生印の女達（アールエーシー SS-003）他出演:野沢麻衣、渡辺麻子
- ナースメモリースペシャル（せいふく舎 SE-95）他出演:鮎川真理、前原祐子、立花美希、望月未来、ほか
- 快感口撃! おクチいっぱい広がって（VISUAL ONE）
- 100人の美女たちその壱25人 小林ひとみ・天地真理・竹下ゆかり・早見瞳・沢木まりえ・仲村梨沙・中村京子・樹まり子・青木琴美・御藤静 他（ファイブスター）

1991年
- 制服ロマン娘 小沢奈美・御藤静・青山ちはる・美穂由紀・山下麻衣（2月5日、笠倉出版社）＊オムニバス作品
- 媚娼女伝説 6 落葉色のフィナーレ（3月20日、コアラブックス）他出演:秋山まり子
- 性人大艶会 ガマンしなくていいよ。こっちに来てしよッ!（5月5日、エージーエー VIN-022）
- 巨乳快感ベスト10 スパークエクスタシー 庄司みゆき・松本まりな・五島めぐ・御藤静・美穂由紀 他（6月8日、大陸書房）
- AV巨乳20年史 1（9月25日、笠倉出版社 AJV-8159）全50名
- あぶない制服 VS ランジェリーSPECIAL 25（10月5日、笠倉出版社 AJV32-51）全25名
- 楽ちん主義（アールエーシー WTH-006）
- ガラスの十字架（アライコーポレーション PGM-002）
- エンジェルハート（VISUAL ONE MOA-2003）
- 20コのチチまるこちゃん 1 樹まり子・御藤静・葉山レイコ 他 全10名（ファイブスター FV-8861）
- バリバリ女烈伝 東美由紀・御藤静 他（アールエーシー）
- 制服マンマンくらべ 2 藤木流花・林由美香・木田彩水・朝比奈樹里・御藤静 他（ファイブスター）

1992年
- 乳房時代 25 藤本聖名子・葉山レイコ・河合美果 他 全25名（1月15日、笠倉出版社 CAV32-88）
- 100人のマドンナ 1 小林ひとみ・桜樹ルイ・村上麗奈・八神康子・御藤静 他 全25名（2月15日、笠倉出版社）
- オナドルコレクトベスト20 パート1 小林ひとみ・舵川まり子・早見瞳・御藤静 他 全20名（11月21日、フェニックスビデオ PM-0210）
- ハイスクール落書 制服のままで・・（イメージ・ボックス）
- Eカップ 乱舞する乳房（VISUAL･ONE GV-1007）他出演:工藤ひとみ、中原絵美、いとうしいな
- AV痴恵蔵 108人のマドンナたち 2（大陸書房/KKタイリク TFO-45）全36名

1993年
- AVギャル烈伝 1（4月1日、笠倉出版社）全25名
- AV巨乳10年史 1 卑弥呼・松坂季実子・小鳩美愛・冴島奈緒・河合美果・御藤静 他 全25名（8月16日、笠倉出版社）
- 巨乳クィーンのぶっとい乳房 2（イメージボックス HL-12）他出演:松本まりな、君島愛、五島めぐ、美穂由紀、ほか 全11名

1994年
- AV10年史 1 あなたが選んだベスト女優（1月17日、VIP）全13名
- レンタルAV10年史 トップ20コレクション特選版 制服大図鑑（5月25日、二見書房 MV-103）全20名
- ドスケベONANIE大全集 3 樹まり子・五島めぐ・御藤静・岡本百合 他（5月31日、オデッセウス出版 AB-0062）全5名
- AV巨乳年鑑 1 卑弥呼・中原絵美・岸ゆり・五十嵐こずえ・小鳩美愛・冴島奈緒・御藤静 他 全33名（11月4日、笠倉出版社）
- スーパーD乳コレクション 工藤ひとみ・いとうしいな・五島めぐ・御藤静・冴島奈緒・庄司みゆき・立原友香 他（1994年11月4日、イメージボックス MD-11）全10名
- あぶない冒険 美女淫乱白書（12月1日、ワールド映画）
- お姉さんのいけないONANIE（12月26日、イメージボックス）他出演:冴島奈緒、小林ひとみ、松本まりな、 森川いずみ、ほか

発売年不明
- ビデオクイーン・しずか（リバーサイド RS-10）VHS
- 愛の終りに・・・（新映和プロモーション SE-1）VHS
- Forever フォーエバー 御藤静（コレクターズ・システム販売 FOR-03）VHS
- 棒淫棒食（A.V wild XE-01）VHS
- わたし、発情しています（ズームエンタープライズ V474）VHS
- マドンナたちの誘惑（フレンズ）VHS
- 悶える淑女、静（ラビットハウス）VHS
- 悶絶 濡れ芝居（キャスケイド映像）VHS
- 危険なパラダイス（スウィングアウト SWO-004）VHS
- 濃縮シャワー（ギャルリ・ノア）VHS 他出演:植田千伽
- GURI GURI（ファイブ・ビート）VHS
- ストレートクィーン（ポールポジション PP-07）VHS
- 受験生、静のいけない息抜き
- コレクター北条満編集 28 制服を姦る!!淫乱看護婦コレクション 1 御藤静・みさとあかね・早瀬理沙 他（コレクターズ・システム販売 HJM-28）

### アダルトDVD
2000年
- Adult Beauty 19 通淫太棒(ツインターボ)（7月1日、ファーストミュージック）
- アトラス MEGA-MIX 2 小林ひとみ・みなみありす・金沢文子・桂木麻也子・御藤静 他 全18名（11月17日、アトラス21）

2001年
- AV20年史4（3月23日、エイヴイジャパン）他出演:憂木瞳、美里真理、流星ラム、ほか多数
- 復刻版 アイドル恋慕（4月6日、現映社）他出演:森村あすか
- 人妻倶楽部 御藤静・藤木流花・木田彩水 他 全8名（6月22日、デジタルドリームデベロップメント）
- Adult Beauty 45 ナースメモリー 麗艶（6月28日、ファーストミュージック）
- お宝コレクション 御藤静・庄司みゆき（10月26日、デジタル・コミュニケーションズ OTKP-010）他出演:庄司みゆき
- スーパーバスト 22 小林ひとみ・雨宮時空子・前原祐子・御藤静 他 全22名（11月2日、現映社）

2003年
- プロジェクトXXX 美乳セレクション（6月20日、ラブメルシー）他出演:斉藤唯、浅倉ケイ、鮎川真理、美穂由紀、沙也加、立原友香、田中露央沙、東清美、憂木瞳
- Forever Actress 06（9月11日、エイチ・アンド・ティー）他出演:日向まこ
- 聖女伝説 3 東清美・御堂静・白木麻弥・仁科ひとみ・沖田ゆかり・松本まりな（11月1日、ディジタルメディアネットワーク）

2004年以降
- 爆乳巨乳美乳20年史 Deluxe 2 秋元ともみ 御藤静 庄司みゆき 冴島奈緒 ほか（2004年7月9日、メディアバンク DAJ-040）全15名
- 濃縮 リバイバー VOL.3（2005年8月19日、グラントレコーズ）他出演:小林ひとみ
- FUZZ Vol.88 Legendary idol 18（2007年4月18日、J-SPOT）他出演:水沢あのん
- Legend VOL.20 御藤静（2007年5月25日、エー・エス・ジェイ）＊「ナースメモリー麗艶」「棒淫棒食」「終楽章」を収録
- 私たち悶絶します 御藤静・松本まりな（2011年8月29日、エイジーエイ）
- DO it？制服 沢木まりえ・青山ちはる・御堂静（?、バリーズ BLD-010）DVD
- 激情FUCK 本田亜理沙・クミコグレース・松本まりな・御藤静 他（?、ミラージュ MR-001）DVD
- 私は可愛い女子校生
- レジェンド 7 小鳩美愛 小林ひとみ 御藤静 憂木瞳 斉藤唯 松坂季実子 クミコグレース（?、麒麟堂 L7-02）DVD 全7名

## 書籍

### 写真集
- 御藤静写真集 初恋志願（1989年3月17日、大陸書房）撮影:山本隆夫 ISBN 9784803319132
- 御藤静写真集 愛奴写真館 ジャジャ4（1989年6月20日、大陸書房）撮影:大木真澄
- 御藤静写真集 しなやかな瞬間（1989年9月27日、ピラミッド社）撮影:山本隆夫 ISBN 9784803323580
- 愛奴写真館 ジャジャデラックス 御藤静・菊池エリ・早川のぞみ・叶順子・舞坂ゆい（1990年8月20日、大陸書房）撮影:大木真澄 全5名
- 美縛の麗人 13人の被虐妖精 いとうしいな・樹まり子・小林ひとみ・御藤静 他（1993年4月5日、ミリオン出版）撮影:大木真澄 全13名

### 雑誌
- 週刊プレイボーイ 1988年8月16日号、10月4日号、1989年4月11日号（集英社）
- スコラ 1988年9月22日号、1989年3月9日号（スコラ）
- アクションカメラ 1988年11月号（ワニマガジン社）
- ACTRESS 1988年11月号（リイド社）
- オレンジ通信 1988年12月号（東京三世社）
- ビデオ・ザ・ワールド 1988年12月号（白夜書房）表紙:御藤静
- 100人の美少女たち '89 Best Video Idol 100 御藤静・斉藤唯・葉山みどり・美穂由紀 他（1989年3月10日、ピラミッド社）
- Beppin 1989年3月号（英知出版）
- デラべっぴん 1989年4月号（英知出版）
- ベストビデオスペシャル No.2（1989年10月15日、三和出版）
- 月刊Don't 1990年1月増刊号（サン出版）